# Deluxe (programa de televisión)
Deluxe fue un programa de televisión dedicado a la crónica social que producía La Fábrica de la Tele para su emisión en Telecinco. El formato, presentado por Jorge Javier Vázquez (María Patiño en su sustitución), se estrenó el 7 de agosto de 2009 bajo la denominación de Sálvame Deluxe.
Desde 2017 hasta su final, producido el 14 de julio de 2023, el espacio fue alternando su emisión entre las noches de los viernes, los sábados o los domingos, por lo que a su nombre se añadía el día de la semana en que se transmitía. De este modo, Viernes Deluxe, Sábado Deluxe o Domingo Deluxe fueron sus denominaciones.

## Historia
Sálvame, apodado por los integrantes del mismo como «golfo», se estrenó como espacio semanal el jueves 19 de marzo de 2009 en el late night de Telecinco, tras la primera gala de Supervivientes 2009, contando en su primera emisión con Rosa Benito, Kiko Hernández, Belén Esteban, Jimmy Giménez-Arnau, Karmele Marchante y Nuria Bermúdez como colaboradores comandados por Jorge Javier Vázquez. El programa, que obtuvo en su estreno un 25,8% de cuota y casi un millón de seguidores (977.000), nació con el objetivo de comentar en clave de humor y desenfado la edición del reality show de aventuras. Sin embargo, el contenido formal del programa acabó siendo desplazado por las peleas que protagonizaban los participantes. Dado el éxito del programa, la cadena decidió emitirlo de lunes a viernes bajo el nombre de Sálvame Diario, en la franja horaria de sobremesa y con un contenido menos centrado en las polémicas peleas.
Tanto el final de la edición de Supervivientes, como la escasa audiencia del concurso El topo, que lo sustituyó, propiciaron el descenso de la audiencia del programa nocturno, por lo que la cadena lo cambió por un nuevo espacio de la mano de Jorge Javier Vázquez llamado Sálvame Deluxe, estrenado el viernes 7 de agosto de 2009 en horario de prime time, con Pipi Estrada, Marc Ostarčević y Cristina «La Veneno» como invitados y con colaboradores del espacio diario como Kiko Hernández, Lydia Lozano o Mila Ximénez. Rápidamente, el programa se convirtió en uno de los de mayores audiencias, alcanzando el primer lugar en varias de sus emisiones.
En 2010, Telecinco confió al programa un especial grabado titulado La última cena, que fue emitido el 31 de diciembre del 2010 como programa especial de Nochevieja antes de las tradicionales campanadas de fin de año. En él aparecían los colaboradores cenando junto al presentador en una mesa en el centro del plató, mientras hacían balance de la temporada y deseaban un feliz año 2011 a los espectadores.
El 18 de mayo de 2012, el programa cambió tanto sus grafismos como la cabecera y el logotipo, destacando principalmente el término Deluxe sobre la palabra Sálvame. Semanas después, tanto el formato diario como el semanal modificaron su plató. Con estos cambios y debido también al fin de La noria, se incorporaron nuevas secciones como una mesa de debate, entrevistas y monográficos, además de nuevos fichajes como el de Adriana Abenia para conducir la sección de las opiniones del público en las redes sociales. Estas secciones estuvieron presentes en el programa hasta el verano de 2012.
El 11 de septiembre de 2015, el programa estrenó cabecera, rótulos y títulos. En ellos, aparecía una ciudad de noche mostrando a gente desarrollando su vida cotidiana, apareciendo finalmente el término Deluxe iluminado por la luna en la que aparecía dibujado un corazón. De este modo, se redujo la marca Sálvame de los grafismos.
El 11 de marzo de 2017, tras casi 8 años en la noche de los viernes, a causa de la pérdida de audiencia propiciada por su competencia, el talk show cambió su nombre por el de Sábado Deluxe y se trasladó a la noche de dicho día. Sin dejar de lado el periodismo del corazón que le caracterizó a lo largo de su existencia, empezó a incorporar contenido informativo y de actualidad más general. Aun así, después del verano, recuperó el estilo de contenidos que acostumbraba a ofrecer cuando se emitía los viernes. Cabe destacar que, durante el mes de agosto, David Aleman presentó el programa junto a María Patiño.
Respecto a los colaboradores, el programa siempre contó con un núcleo duro, es decir, los que eran fijos semana tras semana. Podemos dividir el programa en tres grandes etapas: la primera de ellas, entre 2009 y 2012, en la que los fijos cada viernes eran Belén Esteban, Kiko Hernández, Karmele Marchante, Lydia Lozano, Mila Ximénez y Rosa Benito, con las incorporaciones en 2010 de Kiko Matamoros como colaborador, de Terelu Campos como presentadora en ausencia de Jorge Javier Vázquez, y con las colaboraciones secundarias de Raquel Bollo, Luis Rollán o Jimmy Giménez-Arnau; la segunda etapa comprende entre 2012 y 2017, siendo la madurez del formato, la cual se caracterizaba por la llegada de los colaboradores del desaparecido DEC, competencia directa del programa en Antena 3. Durante aquellos cinco años, los colaboradores habituales fueron los veteranos Kiko Hernández, Lydia Lozano, Mila Ximénez y Kiko Matamoros, y la recién llegada María Patiño. Además de ellos, Karmele Marchante, Rosa Benito y Raquel Bollo siguieron acudiendo, pero poco a poco dejaron de hacerlo, manteniéndose Belén Esteban y Jimmy Giménez-Arnau, e incorporándose Chelo García-Cortés, Gema López, Belén Rodríguez y Miguel Temprano; y, por último, con el cambio de día de los viernes a los sábados en marzo de 2017, el Deluxe despidió a gran parte de los colaboradores veteranos incorporando a periodistas políticos, pero el cambio duró tan solo hasta el verano, ya que no terminó de funcionar. Así pues, los colaboradores de siempre regresaron, siendo los principales en estos últimos años Lydia Lozano, María Patiño, Gema López, Belén Rodríguez y Diego Arrabal, con Belén Esteban, Chelo García-Cortés, Jimmy Giménez-Arnau, Víctor Sandoval y Antonio Rossi, entre otros. Con aquel trasvase desaparecieron, por distintos motivos, tres pilares fundamentales como habían sido Kiko Hernández, Mila Ximénez y Kiko Matamoros, aunque los dos últimos volvieron con el tiempo y el primero también lo hizo, aunque de manera muy puntual.
A finales de abril de 2022, con motivo de la baja audiencia del programa, el programa decidió hacer un cambio en la dirección, moviendo a su directora hasta el momento, Patricia González, a Sálvame, puesto que ya había ocupado entre los años 2016 y 2017. Además, fue incorporando puntualmente en la dirección a Alberto Díaz hasta la llegada de Miguel Rodríguez, último director del programa.
El 5 de mayo de 2023, se anunció que Sálvame finalizaría su andadura en las tardes de Telecinco el 23 de junio del mismo año, afectando así a la emisión de sus espacios derivados. Aun así, a pesar de que aquel día también estaba previsto que el Deluxe emitiera su último programa, Mediaset decidió alargar tres semanas más el formato por ajustes de programación. Este último episodio, presentado por María Patiño y Terelu Campos, contó con Mercedes Milá, Conchita Pérez (la poligrafista del programa) y Leticia Sabater como invitadas, mientras que Kiko Matamoros, Kiko Hernández, Chelo García-Cortés, Carmen Borrego, Jimmy Giménez-Arnau y Víctor Sandoval se sometieron al último polígrafo múltiple, todo ello mientras los operarios iban desmontando el decorado de un plató que ya solamente conservaba dos pantallas grandes y las gradas. Otros colaboradores que formaron parte de esta entrega fueron Marta López, Miguel Frigenti, José Antonio Avilés, Pilar Vidal y Antonio Montero. De este modo, el final del Deluxe, producido el 14 de julio de 2023, supuso también el final del universo Sálvame. Aun así, una semana después de su final, el viernes 21 de julio, Telecinco emitió un especial llamado Lo más Deluxe, recordando los mejores momentos del formato con el fin de evitar enfrentar el estreno del programa sustituto con la final de Tu cara me suena. Posteriormente, el espacio semanal fue reemplazado por La última noche, un formato de Cuarzo Producciones presentado por Sandra Barneda, el cual mezclaría asuntos serios y al filo de la actualidad con otros más relacionados con la crónica social y el entretenimiento.

## Formato
El Deluxe era un programa de crónica social. El formato central consistía en entrevistas a personajes célebres, generalmente del mundo del espectáculo. Asimismo, había ocasiones en que se empleaba un polígrafo al que se sometían los invitados y los colaboradores para averiguar si sus testimonios eran verídicos o si mentían.

## Emisión
Estrenado el 7 de agosto de 2009 bajo la denominación de Sálvame Deluxe, el formato presentado por Jorge Javier Vázquez (María Patiño en su sustitución) se ubicó en el prime time y late night de los viernes, de 22:00 a 02:30. 
En 2014, el programa empezó a incluir una serie de especiales temáticos en sábado. Cada semana, en esta emisión se retransmitían los mejores momentos y vídeos de programas anteriores. Se emitieron tres especiales en directo: el sábado 30 de agosto, el martes 2 de septiembre, coincidiendo con el regreso de Jorge Javier Vázquez, y el miércoles 10 de septiembre. Este último fue un especial sobre el Camino de Santiago, protagonizado por Rosa Benito.
El 28 de julio de 2015, se anunció que el formato doblaría su emisión tras la cancelación del programa Un tiempo nuevo, emitiéndose tanto los viernes como los sábados durante el mes de agosto. Tras su buena acogida, esta práctica se repitió en el verano de 2016, aunque esta vez se emitió los jueves y los viernes. Desde entonces hasta el 3 de marzo de 2017, el programa se emitió en la noche de los viernes, pasando desde el 11 de marzo de 2017 a emitirse en la noche de los sábados con el nombre de Sábado Deluxe. 
El 10 de enero de 2021, debido a la borrasca Filomena, Mediaset España realizó un movimiento de parrilla inédito hasta la fecha: la emisión de Sábado Deluxe en domingo. Desde entonces, el formato de La Fábrica de la Tele se emitió semanalmente los sábados y domingos, con Jorge Javier Vázquez y María Patiño (como sustituta), hasta principios del mes de marzo.
El 21 y 22 de mayo de 2021, se dobló la emisión del programa, emitiéndose de esta forma el viernes y el sábado y, desde el 28 de mayo de 2021 en adelante, el programa volvió a emitirse solamente en la noche de los viernes, cuatro años después, bajo el nombre de Viernes Deluxe. De forma excepcional por la emisión de la final de  Supervivientes 2021, el 25 de julio de 2021 volvió a la noche del domingo. Con el comienzo de la temporada 2021-2022, el espacio volvió a emitirse los sábados desde el 11 de septiembre. Igualmente, desde el 25 de febrero hasta el 29 de abril de 2022, desde el 17 de junio hasta el 4 de noviembre de 2022 y desde el 20 de enero hasta el 14 de julio de 2023, el programa volvió a la noche de los viernes como Viernes Deluxe. Entremedias, es decir, entre el 6 de mayo y el 11 de junio de 2022, y desde el 12 de noviembre de 2022 hasta el 14 de enero de 2023, se emitió de nuevo en la noche de los sábados bajo el nombre de Sábado Deluxe. Así, el programa añadía el día de la semana a su nombre dependiendo del día en que se emitía.

## Equipo
- Producción: La Fábrica de la Tele
- Dirección y coordinación:
  - David Valldeperas (2009-2013 / 2021)
  - Carlota Corredera (2010-2014)
  - Alberto Díaz (2010-2017 / 2022)
  - Isaac Pulido (2017-2018)
  - Miquel Rodríguez (2017-2018 / 2022-2023)
  - Patricia González (2017-2022)

### Presentadores
| Presentadores        | Información            | Años | Años | Años | Años | Años | Años | Años | Años | Años | Años | Años | Años | Años | Años | Años |
| Presentadores        | Información            | 2009 | 2010 | 2011 | 2012 | 2013 | 2014 | 2015 | 2016 | 2017 | 2018 | 2019 | 2020 | 2021 | 2022 | 2023 |
| -------------------- | ---------------------- | ---- | ---- | ---- | ---- | ---- | ---- | ---- | ---- | ---- | ---- | ---- | ---- | ---- | ---- | ---- |
| Jorge Javier Vázquez | Presentador titular    |      |      |      |      |      |      |      |      |      |      |      |      |      |      |      |
| María Patiño         | Presentadora sustituta |      |      |      |      |      |      |      |      |      |      |      |      |      |      |      |
| Terelu Campos        | Presentadora sustituta |      |      |      |      |      |      |      |      |      |      |      |      |      |      |      |
| David Aleman         | Presentador            |      |      |      |      |      |      |      |      |      |      |      |      |      |      |      |

     Presentación ocasional
1. ↑  Kiko Hernández,  Núria Marín, José Antonio León y Omar Súarez fueron presentadores sustitutos puntuales cuando alguno de los presentadores no podía acudir o se ausentaba del programa.
2. ↑  En agosto de 2017, David Aleman y María Patiño presentaron el programa a dúo durante el período vacacional de Jorge Javier.

### Colaboradores
A continuación, figura una lista con los colaboradores más relevantes que participaron con más asiduidad en el Deluxe, desde su estreno en 2009 hasta su final en 2023:
| Colaboradores          | Información                             | Años | Años | Años | Años | Años | Años | Años | Años | Años | Años | Años | Años | Años | Años | Años |
| Colaboradores          | Información                             | 2009 | 2010 | 2011 | 2012 | 2013 | 2014 | 2015 | 2016 | 2017 | 2018 | 2019 | 2020 | 2021 | 2022 | 2023 |
| ---------------------- | --------------------------------------- | ---- | ---- | ---- | ---- | ---- | ---- | ---- | ---- | ---- | ---- | ---- | ---- | ---- | ---- | ---- |
| Karmele Marchante      | Periodista                              |      |      |      |      |      |      |      |      |      |      |      |      |      |      |      |
| Rosa Benito            | Cuñada de Rocío Jurado                  |      |      |      |      |      |      |      |      |      |      |      |      |      |      |      |
| Raquel Bollo           | Amiga de Isabel Pantoja                 |      |      |      |      |      |      |      |      |      |      |      |      |      |      |      |
| Kiko Hernández         | Concursante de Gran Hermano 3           |      |      |      |      |      |      |      |      |      |      |      |      |      |      |      |
| Mila Ximénez           | Colaboradora y escritora                |      |      |      |      |      |      |      |      |      |      |      |      |      |      |      |
| Belén Esteban          | Expareja de Jesulín de Ubrique          |      |      |      |      |      |      |      |      |      |      |      |      |      |      |      |
| Lydia Lozano           | Periodista                              |      |      |      |      |      |      |      |      |      |      |      |      |      |      |      |
| Jimmy Giménez-Arnau    | Periodista y escritor                   |      |      |      |      |      |      |      |      |      |      |      |      |      |      |      |
| Pepe Calabuig          | Periodista                              |      |      |      |      |      |      |      |      |      |      |      |      |      |      |      |
| Luis Rollán            | Periodista                              |      |      |      |      |      |      |      |      |      |      |      |      |      |      |      |
| Tamara Gorro           | Extronista de MyHyV                     |      |      |      |      |      |      |      |      |      |      |      |      |      |      |      |
| Kiko Matamoros         | Representante de famosos                |      |      |      |      |      |      |      |      |      |      |      |      |      |      |      |
| Víctor Sandoval        | Presentador                             |      |      |      |      |      |      |      |      |      |      |      |      |      |      |      |
| Chelo García-Cortés    | Periodista                              |      |      |      |      |      |      |      |      |      |      |      |      |      |      |      |
| Paloma Zorrilla        | Abogada                                 |      |      |      |      |      |      |      |      |      |      |      |      |      |      |      |
| Marta López            | Concursante de Gran Hermano 2           |      |      |      |      |      |      |      |      |      |      |      |      |      |      |      |
| Gema López             | Periodista                              |      |      |      |      |      |      |      |      |      |      |      |      |      |      |      |
| María Patiño           | Periodista                              |      |      |      |      |      |      |      |      |      |      |      |      |      |      |      |
| Jesús Mariñas          | Periodista                              |      |      |      |      |      |      |      |      |      |      |      |      |      |      |      |
| Irene López Assor      | Psicóloga                               |      |      |      |      |      |      |      |      |      |      |      |      |      |      |      |
| Belén Rodríguez        | Periodista                              |      |      |      |      |      |      |      |      |      |      |      |      |      |      |      |
| Marisa Martín Blázquez | Periodista                              |      |      |      |      |      |      |      |      |      |      |      |      |      |      |      |
| Miguel Temprano        | Periodista y paparazzi                  |      |      |      |      |      |      |      |      |      |      |      |      |      |      |      |
| Jesús Manuel Ruiz      | Periodista                              |      |      |      |      |      |      |      |      |      |      |      |      |      |      |      |
| Antonio Rossi          | Periodista                              |      |      |      |      |      |      |      |      |      |      |      |      |      |      |      |
| Kike Calleja           | Periodista y reportero                  |      |      |      |      |      |      |      |      |      |      |      |      |      |      |      |
| Paloma García-Pelayo   | Periodista                              |      |      |      |      |      |      |      |      |      |      |      |      |      |      |      |
| Nagore Robles          | Concursante de Gran Hermano 11          |      |      |      |      |      |      |      |      |      |      |      |      |      |      |      |
| Raúl Prieto            | Periodista                              |      |      |      |      |      |      |      |      |      |      |      |      |      |      |      |
| Carlota Corredera      | Periodista                              |      |      |      |      |      |      |      |      |      |      |      |      |      |      |      |
| Alba Carrillo          | Modelo                                  |      |      |      |      |      |      |      |      |      |      |      |      |      |      |      |
| David Valldeperas      | Director de Sálvame                     |      |      |      |      |      |      |      |      |      |      |      |      |      |      |      |
| Diego Arrabal          | Paparazzi                               |      |      |      |      |      |      |      |      |      |      |      |      |      |      |      |
| Alonso Caparrós        | Presentador                             |      |      |      |      |      |      |      |      |      |      |      |      |      |      |      |
| Carmen Borrego         | Directora y colaboradora de televisión  |      |      |      |      |      |      |      |      |      |      |      |      |      |      |      |
| Rafa Mora              | Tronista de MYHYV                       |      |      |      |      |      |      |      |      |      |      |      |      |      |      |      |
| Jordi Martín           | Paparazzi                               |      |      |      |      |      |      |      |      |      |      |      |      |      |      |      |
| Laura Lago             | Periodista y reportera                  |      |      |      |      |      |      |      |      |      |      |      |      |      |      |      |
| Anabel Pantoja         | Sobrina de Isabel Pantoja               |      |      |      |      |      |      |      |      |      |      |      |      |      |      |      |
| Gustavo González       | Periodista y paparazzi                  |      |      |      |      |      |      |      |      |      |      |      |      |      |      |      |
| Núria Marín            | Periodista y presentadora               |      |      |      |      |      |      |      |      |      |      |      |      |      |      |      |
| Antonio Montero        | Periodista y paparazzi                  |      |      |      |      |      |      |      |      |      |      |      |      |      |      |      |
| Omar Suárez            | Periodista y reportero                  |      |      |      |      |      |      |      |      |      |      |      |      |      |      |      |
| José Antonio León      | Periodista y reportero                  |      |      |      |      |      |      |      |      |      |      |      |      |      |      |      |
| Sergi Ferré            | Periodista y reportero                  |      |      |      |      |      |      |      |      |      |      |      |      |      |      |      |
| Antonio David Flores   | Colaborador de televisión               |      |      |      |      |      |      |      |      |      |      |      |      |      |      |      |
| Beatriz Cortázar       | Periodista                              |      |      |      |      |      |      |      |      |      |      |      |      |      |      |      |
| Kiko Jiménez           | Tronista de MYHYV                       |      |      |      |      |      |      |      |      |      |      |      |      |      |      |      |
| Miguel Frigenti        | Periodista                              |      |      |      |      |      |      |      |      |      |      |      |      |      |      |      |
| Paloma Rando           | Redactora, columnista y guionista       |      |      |      |      |      |      |      |      |      |      |      |      |      |      |      |
| Valeria Vegas          | Escritora y colaboradora                |      |      |      |      |      |      |      |      |      |      |      |      |      |      |      |
| Laura Fa               | Periodista                              |      |      |      |      |      |      |      |      |      |      |      |      |      |      |      |
| Pipi Estrada           | Periodista                              |      |      |      |      |      |      |      |      |      |      |      |      |      |      |      |
| Carmen Alcayde         | Periodista, actriz y presentadora       |      |      |      |      |      |      |      |      |      |      |      |      |      |      |      |
| José Antonio Avilés    | Colaborador                             |      |      |      |      |      |      |      |      |      |      |      |      |      |      |      |
| Pilar Vidal            | Periodista                              |      |      |      |      |      |      |      |      |      |      |      |      |      |      |      |
| Maestro Joao           | Vidente                                 |      |      |      |      |      |      |      |      |      |      |      |      |      |      |      |
| Charo Vega             | Artista de la farándula                 |      |      |      |      |      |      |      |      |      |      |      |      |      |      |      |
| Patricia Donoso        | Abogada y personalidad televisiva       |      |      |      |      |      |      |      |      |      |      |      |      |      |      |      |
| Cristina Porta         | Periodista y colaboradora de televisión |      |      |      |      |      |      |      |      |      |      |      |      |      |      |      |
| Mayte Ametlla          | Periodista                              |      |      |      |      |      |      |      |      |      |      |      |      |      |      |      |

#### Colaboradores solo en sección
| Colaboradores  | Información        | Años | Años | Años | Años | Años | Años | Años | Años | Años | Años | Años | Años | Años | Años | Años |
| Colaboradores  | Información        | 2009 | 2010 | 2011 | 2012 | 2013 | 2014 | 2015 | 2016 | 2017 | 2018 | 2019 | 2020 | 2021 | 2022 | 2023 |
| -------------- | ------------------ | ---- | ---- | ---- | ---- | ---- | ---- | ---- | ---- | ---- | ---- | ---- | ---- | ---- | ---- | ---- |
| Conchita Pérez | Poligrafista       |      |      |      |      |      |      |      |      |      |      |      |      |      |      |      |
| Cristina Soria | Periodista y coach |      |      |      |      |      |      |      |      |      |      |      |      |      |      |      |
| Josep Ferré    | Imitador           |      |      |      |      |      |      |      |      |      |      |      |      |      |      |      |

### Reporteros
| Reporteros      | Información | Años | Años | Años | Años | Años | Años | Años | Años | Años | Años | Años | Años | Años | Años | Años |
| Reporteros      | Información | 2009 | 2010 | 2011 | 2012 | 2013 | 2014 | 2015 | 2016 | 2017 | 2018 | 2019 | 2020 | 2021 | 2022 | 2023 |
| --------------- | ----------- | ---- | ---- | ---- | ---- | ---- | ---- | ---- | ---- | ---- | ---- | ---- | ---- | ---- | ---- | ---- |
| Fede Arias      | Reportero   |      |      |      |      |      |      |      |      |      |      |      |      |      |      |      |
| Omar Suárez     | Reportero   |      |      |      |      |      |      |      |      |      |      |      |      |      |      |      |
| Lorena Galdón   | Reportera   |      |      |      |      |      |      |      |      |      |      |      |      |      |      |      |
| Marta Aparicio  | Reportera   |      |      |      |      |      |      |      |      |      |      |      |      |      |      |      |
| Sergi Ferré     | Reportero   |      |      |      |      |      |      |      |      |      |      |      |      |      |      |      |
| María Martínez  | Reportera   |      |      |      |      |      |      |      |      |      |      |      |      |      |      |      |
| Antonio Lleida  | Reportero   |      |      |      |      |      |      |      |      |      |      |      |      |      |      |      |
| Toni Díaz       | Reportero   |      |      |      |      |      |      |      |      |      |      |      |      |      |      |      |
| Richard Pena    | Reportero   |      |      |      |      |      |      |      |      |      |      |      |      |      |      |      |
| Sandra Trompeta | Reportera   |      |      |      |      |      |      |      |      |      |      |      |      |      |      |      |
| Rocío Durán     | Reportera   |      |      |      |      |      |      |      |      |      |      |      |      |      |      |      |
| Lucía Tornero   | Reportera   |      |      |      |      |      |      |      |      |      |      |      |      |      |      |      |

## Especiales

### La caja Deluxe
Fue estrenada el 4 de febrero de 2011 como una sección dentro del Deluxe. Esta sección estaba basada en el formato de La Fábrica de la Tele La caja, pero se hicieron cambios como la introducción de personajes famosos en las sesiones psicológicas. Esta versión fue previamente titulada como La Caja Gold, antes de ser estrenada. Más tarde, se decidió introducirla como una sección dentro de Sálvame Deluxe. En las 12 primeras entregas, asistieron como invitados los colaboradores habituales de Sálvame. En julio de 2011, se grabó la segunda temporada del formato, titulada La Caja Deluxe 4D, con invitados como Raquel Mosquera, Karina, Joselito, Leandro de Borbón, Ana Obregón, Leticia Sabater, Amor Romeira, Malena Gracia, Mari Cielo Pajares, Julio Iglesias Jr. y Almudena Martínez «Chiqui».

### Los ojos de Belén
Fue un formato de producción propia integrado dentro del Deluxe y estaba presentado por Belén Esteban. Fue estrenado el 12 de mayo de 2012 en horario de máxima audiencia con una cuota de pantalla acumulada del 14,2% y fue visto por 1,7 millones de espectadores. Telecinco tenía previsto emitir esta sección como un programa separado del Deluxe y tenía que empezar sus emisiones el 12 de abril de 2013, pero fue cancelado temporalmente por los problemas de salud de la colaboradora.

### El camino de Rosa
Este especial mostraba la experiencia vivida por Rosa Benito en el Camino de Santiago, llevado a cabo desde Sarria hasta Santiago de Compostela, con una entrevista simultánea realizada por el resto de colaboradores.

## Audiencias
| Temporada                                       | Estreno                      | Final                        | Audiencia                    | Audiencia                    |
| Temporada                                       | Estreno                      | Final                        | Espectadores                 | Cuota                        |
| Sálvame «golfo» (late night)                    | Sálvame «golfo» (late night) | Sálvame «golfo» (late night) | Sálvame «golfo» (late night) | Sálvame «golfo» (late night) |
| ----------------------------------------------- | ---------------------------- | ---------------------------- | ---------------------------- | ---------------------------- |
| 1                                               | 19 de marzo de 2009          | 31 de julio de 2009          | 837 000                      | 21,3%                        |
| Sálvame Deluxe                                  |                              |                              |                              |                              |
| 1                                               | 7 de agosto de 2009          | 25 de diciembre de 2009      | 1 941 000                    | 17,1%                        |
| 2                                               | 8 de enero de 2010           | 31 de diciembre de 2010      | 1 700 000                    | 15,1%                        |
| 3                                               | 7 de enero de 2011           | 30 de diciembre de 2011      | 1 975 000                    | 16,8%                        |
| 4                                               | 6 de enero de 2012           | 28 de diciembre de 2012      | 1 861 000                    | 15,3%                        |
| 5                                               | 4 de enero de 2013           | 27 de diciembre de 2013      | 2 049 000                    | 17,4%                        |
| 6                                               | 3 de enero de 2014           | 26 de diciembre de 2014      | 2 208 000                    | 18,9%                        |
| 7                                               | 2 de enero de 2015           | 25 de diciembre de 2015      | 2 202 000                    | 19,1%                        |
| 8                                               | 1 de enero de 2016           | 30 de diciembre de 2016      | 2 007 000                    | 18,2%                        |
| 9                                               | 6 de enero de 2017           | 3 de marzo de 2017           | 1 906 000                    | 15,8%                        |
| Viernes Deluxe / Sábado Deluxe / Domingo Deluxe |                              |                              |                              |                              |
| 9                                               | 11 de marzo de 2017          | 30 de diciembre de 2017      | 1 424 000                    | 14,7%                        |
| 10                                              | 5 de enero de 2018           | 29 de diciembre de 2018      | 1 733 000                    | 16,3%                        |
| 11                                              | 5 de enero de 2019           | 28 de diciembre de 2019      | 1 746 000                    | 17,2%                        |
| 12                                              | 4 de enero de 2020           | 26 de diciembre de 2020      | 1 930 000                    | 16,8%                        |
| 13                                              | 2 de enero de 2021           | 25 de diciembre de 2021      | 1 570 000                    | 15,5%                        |
| 14                                              | 1 de enero de 2022           | 24 de diciembre de 2022      | 1 236 000                    | 12,7%                        |
| 15                                              | 7 de enero de 2023           | 14 de julio de 2023          | 1 060 000                    | 11,5%                        |
| Media                                           | Media                        | Media                        | 1 728 000                    | 16,5%                        |

- La media de la 1.ª temporada de Sálvame «golfo» más la 1.ª temporada de Sálvame Deluxe es de 1 403 000 y 19,1%.
- La media del año 2017 de Sálvame Deluxe y Sábado Deluxe, es de 1 511 000 y 14,9%.